# Rugby-Union-Juniorenweltmeisterschaft 2012
Die Rugby-Union-Juniorenweltmeisterschaft 2012 (engl. 2012 IRB Junior World Championship) war die fünfte Ausgabe der Weltmeisterschaft für U20-Junioren-Nationalmannschaften in der Sportart Rugby Union. Sie fand vom 4. bis 22. Juni 2012 in Südafrika statt. Den Juniorenweltmeistertitel gewann der Gastgeber.
Unmittelbar darauf fand in den USA die IRB Junior World Rugby Trophy 2012 für tiefer eingestufte Mannschaften statt.

## Austragungsorte
Sämtliche Spiele fanden an folgenden Orten in der Provinz Westkap statt:
| Ort          | Stadion              | Kapazität |
| ------------ | -------------------- | --------- |
| Bellville    | UWC Stadium          | 02.500    |
| Kapstadt     | Cape Town Stadium    | 55.000    |
| Kapstadt     | Newlands Stadium     | 51.900    |
| Stellenbosch | Danie Craven Stadium | 16.000    |

## Vorrunde

### Gruppe A
|    | Land       | Spiele | Siege | Unent. | Ndlg. | Spiel- punkte | Diff. | Bonus- punkte | Tabellen- punkte |
| -- | ---------- | ------ | ----- | ------ | ----- | ------------- | ----- | ------------- | ---------------- |
| 1. | Wales      | 3      | 3     | 0      | 0     | 127:27        | + 100 | 2             | 14               |
| 2. | Neuseeland | 3      | 2     | 0      | 1     | 102:21        | + 81  | 3             | 11               |
| 3. | Fidschi    | 3      | 1     | 0      | 2     | 45:80         | − 35  | 0             | 4                |
| 4. | Samoa      | 3      | 0     | 0      | 3     | 6:152         | − 146 | 0             | 0                |

| 4. Juni 2012 14:45 SAST | Wales          | 44 : 18 | Fidschi | Danie Craven Stadium, Stellenbosch Schiedsrichter: Glen Jackson (Neuseeland) |
| 4. Juni 2012 14:45 SAST | (3:12) Bericht |         |         | Danie Craven Stadium, Stellenbosch Schiedsrichter: Glen Jackson (Neuseeland) |

| 4. Juni 2012 16:45 SAST | Neuseeland     | 63 : 0 | Samoa | Danie Craven Stadium, Stellenbosch Schiedsrichter: Mathieu Raynal (Frankreich) |
| 4. Juni 2012 16:45 SAST | (36:0) Bericht |        |       | Danie Craven Stadium, Stellenbosch Schiedsrichter: Mathieu Raynal (Frankreich) |

| 8. Juni 2012 14:45 SAST | Fidschi       | 15 : 3 | Samoa | UWC Stadium, Bellville Schiedsrichter: Francisco Pastrana (Argentinien) |
| 8. Juni 2012 14:45 SAST | (5:3) Bericht |        |       | UWC Stadium, Bellville Schiedsrichter: Francisco Pastrana (Argentinien) |

| 8. Juni 2012 16:45 SAST | Neuseeland    | 6 : 9 | Wales | Danie Craven Stadium, Stellenbosch Schiedsrichter: Angus Gardner (Australien) |
| 8. Juni 2012 16:45 SAST | (6:3) Bericht |       |       | Danie Craven Stadium, Stellenbosch Schiedsrichter: Angus Gardner (Australien) |

| 12. Juni 2012 16:45 SAST | England        | 74 : 3 | Samoa | UWC Stadium, Bellville Schiedsrichter: Mathieu Raynal (Frankreich) |
| 12. Juni 2012 16:45 SAST | (25:3) Bericht |        |       | UWC Stadium, Bellville Schiedsrichter: Mathieu Raynal (Frankreich) |

| 12. Juni 2012 18:45 SAST | Neuseeland    | 33 : 12 | Fidschi | UWC Stadium, Bellville Schiedsrichter: JP Doyle (England) |
| 12. Juni 2012 18:45 SAST | (7:5) Bericht |         |         | UWC Stadium, Bellville Schiedsrichter: JP Doyle (England) |

### Gruppe B
|    | Land      | Spiele | Siege | Unent. | Ndlg. | Spiel- punkte | Diff. | Bonus- punkte | Tabellen- punkte |
| -- | --------- | ------ | ----- | ------ | ----- | ------------- | ----- | ------------- | ---------------- |
| 1. | Südafrika | 3      | 2     | 0      | 1     | 99:41         | + 58  | 3             | 11               |
| 2. | Irland    | 3      | 2     | 0      | 1     | 79:51         | + 28  | 2             | 10               |
| 3. | England   | 3      | 2     | 0      | 1     | 99:48         | + 51  | 1             | 9                |
| 4. | Italien   | 3      | 0     | 0      | 3     | 20:157        | − 137 | 0             | 0                |

| 4. Juni 2012 16:45 SAST | England        | 64 : 5 | Italien | UWC Stadium, Bellville Schiedsrichter: Francisco Pastrana (Argentinien) |
| 4. Juni 2012 16:45 SAST | (34:5) Bericht |        |         | UWC Stadium, Bellville Schiedsrichter: Francisco Pastrana (Argentinien) |

| 4. Juni 2012 18:45 SAST | Südafrika      | 19 : 23 | Irland | Danie Craven Stadium, Stellenbosch Schiedsrichter: Leighton Hodges (Wales) |
| 4. Juni 2012 18:45 SAST | (3:23) Bericht |         |        | Danie Craven Stadium, Stellenbosch Schiedsrichter: Leighton Hodges (Wales) |

| 8. Juni 2012 18:45 SAST | Südafrika      | 52 : 3 | Italien | UWC Stadium, Bellville Schiedsrichter: Mathieu Raynal (Frankreich) |
| 8. Juni 2012 18:45 SAST | (19:3) Bericht |        |         | UWC Stadium, Bellville Schiedsrichter: Mathieu Raynal (Frankreich) |

| 8. Juni 2012 18:45 SAST | England        | 20 : 15 | Irland | Danie Craven Stadium, Stellenbosch Schiedsrichter: Lourens van der Merwe (Südafrika) |
| 8. Juni 2012 18:45 SAST | (3:15) Bericht |         |        | Danie Craven Stadium, Stellenbosch Schiedsrichter: Lourens van der Merwe (Südafrika) |

| 12. Juni 2012 14:45 SAST | Irland          | 41 : 12 | Italien | Cape Town Stadium, Kapstadt Schiedsrichter: Angus Gardner (Australien) |
| 12. Juni 2012 14:45 SAST | (24:12) Bericht |         |         | Cape Town Stadium, Kapstadt Schiedsrichter: Angus Gardner (Australien) |

| 12. Juni 2012 18:45 SAST | Südafrika     | 28 : 15 | England | Cape Town Stadium, Kapstadt Schiedsrichter: Glen Jackson (Neuseeland) |
| 12. Juni 2012 18:45 SAST | (0:3) Bericht |         |         | Cape Town Stadium, Kapstadt Schiedsrichter: Glen Jackson (Neuseeland) |

### Gruppe C
|    | Land        | Spiele | Siege | Unent. | Ndlg. | Spiel- punkte | Diff. | Bonus- punkte | Tabellen- punkte |
| -- | ----------- | ------ | ----- | ------ | ----- | ------------- | ----- | ------------- | ---------------- |
| 1. | Argentinien | 3      | 3     | 0      | 0     | 50:30         | + 20  | 0             | 12               |
| 2. | Frankreich  | 3      | 2     | 0      | 1     | 76:54         | + 22  | 3             | 11               |
| 3. | Australien  | 3      | 1     | 0      | 2     | 77:58         | + 19  | 1             | 5                |
| 4. | Schottland  | 3      | 0     | 0      | 3     | 53:114        | − 61  | 2             | 2                |

| 4. Juni 2012 14:45 SAST | Australien     | 67 : 12 | Schottland | UWC Stadium, Bellville Schiedsrichter: Lourens van der Merwe (Südafrika) |
| 4. Juni 2012 14:45 SAST | (36:5) Bericht |         |            | UWC Stadium, Bellville Schiedsrichter: Lourens van der Merwe (Südafrika) |

| 4. Juni 2012 18:45 SAST | Frankreich     | 15 : 18 | Argentinien | UWC Stadium, Bellville Schiedsrichter: Greg Garner (England) |
| 4. Juni 2012 18:45 SAST | (15:5) Bericht |         |             | UWC Stadium, Bellville Schiedsrichter: Greg Garner (England) |

| 8. Juni 2012 14:45 SAST | Argentinien    | 28 : 16 | Samoa | Danie Craven Stadium, Stellenbosch Schiedsrichter: Glen Jackson (Neuseeland) |
| 8. Juni 2012 14:45 SAST | (11:9) Bericht |         |       | Danie Craven Stadium, Stellenbosch Schiedsrichter: Glen Jackson (Neuseeland) |

| 8. Juni 2012 16:45 SAST | Wales           | 30 : 29 | Schottland | UWC Stadium, Bellville Schiedsrichter: JP Doyle (England) |
| 8. Juni 2012 16:45 SAST | (15:16) Bericht |         |            | UWC Stadium, Bellville Schiedsrichter: JP Doyle (England) |

| 12. Juni 2012 14:45 SAST | Argentinien    | 17 : 12 | Schottland | UWC Stadium, Bellville Schiedsrichter: Leighton Hodges (Wales) |
| 12. Juni 2012 14:45 SAST | (12:0) Bericht |         |            | UWC Stadium, Bellville Schiedsrichter: Leighton Hodges (Wales) |

| 12. Juni 2012 16:45 SAST | Frankreich     | 31 : 7 | Australien | Cape Town Stadium, Kapstadt Schiedsrichter: Greg Garner (England) |
| 12. Juni 2012 16:45 SAST | (14:7) Bericht |        |            | Cape Town Stadium, Kapstadt Schiedsrichter: Greg Garner (England) |

## Setzliste
Die Setzliste für die K.-o.-Phase, basierend auf den Ergebnissen der Vorrunde.
|                           | Land        | Gruppe | Diff. | Punkte |
| ------------------------- | ----------- | ------ | ----- | ------ |
| Finalrunde                |             |        |       |        |
| 01.                       | Wales       | A      | + 100 | 14     |
| 02.                       | Argentinien | B      | + 20  | 12     |
| 03.                       | Südafrika   | C      | + 59  | 11     |
| 04.                       | Neuseeland  | A      | + 81  | 11     |
| Playoff um Platz 5 bis 8  |             |        |       |        |
| 05.                       | Frankreich  | C      | + 22  | 11     |
| 06.                       | Irland      | B      | + 28  | 10     |
| 07.                       | England     | B      | + 51  | 9      |
| 08.                       | Australien  | C      | + 19  | 5      |
| Playoff um Platz 9 bis 12 |             |        |       |        |
| 09.                       | Fidschi     | A      | − 35  | 4      |
| 10.                       | Schottland  | C      | − 61  | 2      |
| 11.                       | Italien     | B      | − 137 | 0      |
| 12.                       | Samoa       | A      | − 146 | 0      |

## K.-o.-Phase

### Playoff um Platz 9 bis 12
|  | Halbfinale          | Halbfinale          |                     |    | 9. Platz            | 9. Platz            |
|  |                     |                     |                     |    |                     |                     |
|  | Schottland          | 34                  |                     |    |                     |                     |
|  | Italien             | 17                  |                     |    |                     |                     |
|  | 17. Juni, Bellville |                     |                     |    |                     |                     |
|  |                     |                     | 22. Juni, Bellville |    |                     |                     |
|  | Schottland          | 62                  |                     |    |                     |                     |
|  |                     | Samoa               | 28                  |    |                     |                     |
|  |                     |                     |                     |    |                     |                     |
|  | 11. Platz           |                     |                     |    |                     |                     |
|  | 17. Juni, Bellville | 17. Juni, Bellville | Italien             | 17 |                     |                     |
|  | Fidschi             | 20                  | Fidschi             | 19 |                     |                     |
|  | Samoa               | 29                  |                     |    | 22. Juni, Bellville | 22. Juni, Bellville |

Halbfinale
| 17. Juni 2012 12:30 SAST | Schottland      | 34 : 17 | Australien | UWC Stadium, Bellville Schiedsrichter: Francisco Pastrana (Argentinien) |
| 17. Juni 2012 12:30 SAST | (19:10) Bericht |         |            | UWC Stadium, Bellville Schiedsrichter: Francisco Pastrana (Argentinien) |

| 17. Juni 2012 14:45 SAST | Fidschi         | 20 : 29 | Samoa | UWC Stadium, Bellville Schiedsrichter: Angus Gardner (Australien) |
| 17. Juni 2012 14:45 SAST | (10:14) Bericht |         |       | UWC Stadium, Bellville Schiedsrichter: Angus Gardner (Australien) |

Spiel um Platz 11
| 22. Juni 2012 14:15 SAST | Italien         | 17 : 19 | Fidschi | UWC Stadium, Bellville Schiedsrichter: Leighton Hodges (Wales) |
| 22. Juni 2012 14:15 SAST | (10:16) Bericht |         |         | UWC Stadium, Bellville Schiedsrichter: Leighton Hodges (Wales) |

Spiel um Platz 9
| 22. Juni 2012 12:00 SAST | Schottland      | 62 : 28 | Samoa | UWC Stadium, Bellville Schiedsrichter: Angus Gardner (Australien) |
| 22. Juni 2012 12:00 SAST | (29:14) Bericht |         |       | UWC Stadium, Bellville Schiedsrichter: Angus Gardner (Australien) |

### Playoff um Platz 5 bis 8
|  | Halbfinale          | Halbfinale         |                    |    | 5. Platz            | 5. Platz            |
|  |                     |                    |                    |    |                     |                     |
|  | Irland              | 27                 |                    |    |                     |                     |
|  | England             | 12                 |                    |    |                     |                     |
|  | 17. Juni, Bellville |                    |                    |    |                     |                     |
|  |                     |                    | 22. Juni, Kapstadt |    |                     |                     |
|  | Frankreich          | 7                  |                    |    |                     |                     |
|  |                     | Irland             | 18                 |    |                     |                     |
|  |                     |                    |                    |    |                     |                     |
|  | 7. Platz            |                    |                    |    |                     |                     |
|  | 17. Juni, Kapstadt  | 17. Juni, Kapstadt | Australien         | 13 |                     |                     |
|  | Frankreich          | 19                 | England            | 17 |                     |                     |
|  | Australien          | 17                 |                    |    | 22. Juni, Bellville | 22. Juni, Bellville |

Halbfinale
| 17. Juni 2012 14:45 SAST | Frankreich    | 19 : 17 | Australien | Newlands Stadium, Kapstadt Schiedsrichter: JP Doyle (England) |
| 17. Juni 2012 14:45 SAST | (9:0) Bericht |         |            | Newlands Stadium, Kapstadt Schiedsrichter: JP Doyle (England) |

| 17. Juni 2012 17:00 SAST | Irland         | 27 : 12 | England | UWC Stadium, Bellville Schiedsrichter: Leighton Hodges (Wales) |
| 17. Juni 2012 17:00 SAST | (17:0) Bericht |         |         | UWC Stadium, Bellville Schiedsrichter: Leighton Hodges (Wales) |

Spiel um Platz 7
| 22. Juni 2012 16:30 SAST | Australien     | 13 : 17 | England | UWC Stadium, Bellville Schiedsrichter: Lourens van der Merwe (Südafrika) |
| 22. Juni 2012 16:30 SAST | (13:3) Bericht |         |         | UWC Stadium, Bellville Schiedsrichter: Lourens van der Merwe (Südafrika) |

Spiel um Platz 5
| 22. Juni 2012 14:15 SAST | Frankreich    | 7 : 18 | Irland | Newlands Stadium, Kapstadt Schiedsrichter: Francisco Pastrana (Argentinien) |
| 22. Juni 2012 14:15 SAST | (0:6) Bericht |        |        | Newlands Stadium, Kapstadt Schiedsrichter: Francisco Pastrana (Argentinien) |

### Finalrunde
|  | Halbfinale         | Halbfinale         |                    |    | Finale             | Finale             |
|  |                    |                    |                    |    |                    |                    |
|  | Wales              | 6                  |                    |    |                    |                    |
|  | Neuseeland         | 30                 |                    |    |                    |                    |
|  | 17. Juni, Kapstadt |                    |                    |    |                    |                    |
|  |                    |                    | 22. Juni, Kapstadt |    |                    |                    |
|  | Neuseeland         | 16                 |                    |    |                    |                    |
|  |                    | Südafrika          | 22                 |    |                    |                    |
|  |                    |                    |                    |    |                    |                    |
|  | 3. Platz           |                    |                    |    |                    |                    |
|  | 17. Juni, Kapstadt | 17. Juni, Kapstadt | Wales              | 25 |                    |                    |
|  | Argentinien        | 3                  | Argentinien        | 17 |                    |                    |
|  | Südafrika          | 35                 |                    |    | 22. Juni, Kapstadt | 22. Juni, Kapstadt |

Halbfinale
| 17. Juni 2012 17:00 SAST | Wales          | 6 : 30 | Neuseeland | Newlands Stadium, Kapstadt Schiedsrichter: Lourens van der Merwe (Südafrika) |
| 17. Juni 2012 17:00 SAST | (6:13) Bericht |        |            | Newlands Stadium, Kapstadt Schiedsrichter: Lourens van der Merwe (Südafrika) |

| 17. Juni 2012 19:15 SAST | Argentinien    | 3 : 35 | Südafrika | Newlands Stadium, Kapstadt Schiedsrichter: Glen Jackson (Neuseeland) |
| 17. Juni 2012 19:15 SAST | (0:22) Bericht |        |           | Newlands Stadium, Kapstadt Schiedsrichter: Glen Jackson (Neuseeland) |

Spiel um Platz 3
| 22. Juni 2012 16:30 SAST | Wales          | 25 : 17 | Argentinien | Newlands Stadium, Kapstadt Schiedsrichter: Mathieu Raynal (Frankreich) |
| 22. Juni 2012 16:30 SAST | (19:0) Bericht |         |             | Newlands Stadium, Kapstadt Schiedsrichter: Mathieu Raynal (Frankreich) |

Finale
| 22. Juni 2012 18:45 SAST | Südafrika | 22 : 16        | Neuseeland                                                                          | Newlands Stadium, Kapstadt Schiedsrichter: Greg Garner (England) |
| 22. Juni 2012 18:45 SAST | Versuche: van der Watt 47. n.erh. Serfontein 61. n.erh. Straftritte: Pollard (4/5) 10., 19., 39., 75. Dropgoals: Pollard (1/1) 60. | (9:10) Bericht | Versuche: Keresoma 34. erh. Erhöhungen: West (1/1) Straftritte: West (2/3) 13., 56. | Newlands Stadium, Kapstadt Schiedsrichter: Greg Garner (England) |

## Schlussplatzierungen
| Platz | Land        |
| ----- | ----------- |
| 01    | Südafrika   |
| 02    | Neuseeland  |
| 03    | Wales       |
| 04    | Argentinien |
| 05    | Irland      |
| 06    | Frankreich  |
| 07    | England     |
| 08    | Australien  |
| 09    | Schottland  |
| 10    | Samoa       |
| 11    | Fidschi     |
| 12    | Italien     |

Südafrika wurde Weltmeister, Italien stieg ab und nahm 2013 an der IRB Junior World Rugby Trophy teil.